# William J.J. Gordon
William J.J. Gordon (ur. 1919, zm. 2003) – amerykański wynalazca, przedsiębiorca i psycholog. Opracował synektykę, a więc jedną z popularnych technik twórczego rozwiązywania problemów, polegającą na systematycznym i intencjonalnym użyciu analogii. Był jednym ze współzałożycieli przedsiębiorstwa Synectics Inc. oraz założycielem Synectics Education Systems.
Chociaż przypuszcza się, że nie miał wyższego wykształcenia to posiadał on głęboką wiedzę psychologiczną, wniósł istotny wkład do psychologii twórczości oraz prowadził wykłady na Uniwersytecie Harvarda.

## Ważniejsze dzieła
- Synectics: The Development of Creative Capacity (1961)